# Karel Maria Jiříček
Karel Maria Jiříček (asi 1821 – 28. února 1863 Pardubice) byl sběratel českých lidových písní, autor čtyřdílného rukopisného zpěvníku sestaveného v letech 1845 až 1862 a uloženého v knihovně Národního muzea. Jednotlivé písně čerpal z tištěných sbírek, ale také z lidového podání. Pracoval jako protokolista pardubického okresního úřadu. Zemřel na vodnatelnost mozku.